# Jacques Devaux
Ne doit pas être confondu avec Jacques Devaulx (ou de Vaulx).
Pour les articles homonymes, voir Devaux.
Jacques Devaux (né le 1er juillet 1766 à Bruges, mort le 13 mai 1807 à Bruges) est un avocat, magistrat et un homme politique français.

## Biographie
Jacques Joseph Devaux, né le 1er juillet 1766 à Bruges, est le fils de Jacques Devaux, médecin né à Enghien, et de Désirée Taillieu originaire de Bruges. Le 18 août 1795, il épouse Isabelle Brouwer à Bruges. Leur fils, Paul Devaux, est un homme d'état qui a contribué à la création de la Monarchie parlementaire belge.
Il devient avocat puis administrateur et juge. Grâce à ses opinions républicaines, il est élu président du tribunal criminel du département de la Lys passé sous régime français. Le 12 avril 1799, ce département l'élit député au Conseil des Cinq-Cents. Après le coup d'État du 18 Brumaire, Il se rallie à Napoléon Bonaparte et, le 25 décembre 1799, est choisi par le Sénat conservateur comme député du département de la Lys au nouveau Corps législatif . Il meurt en cours de mandat le 13 mai 1807 dans sa ville natale.